# Polemon I.
Polemon I. Eusebes (altgriechisch Πολέμων Εὐσεβής, * um 65 v. Chr.; † 8 oder 7 v. Chr.) war von 37 bis 8/7 v. Chr. König von Pontos sowie von 34 bis 30 v. Chr. König von Kleinarmenien und 14 bis 8/7 v. Chr. König des Bosporanischen Reichs.

## Laufbahn unter Antonius
Polemon entstammte als Sohn des Rhetors Zenon einer sehr wohlhabenden und angesehenen Familie von Laodikeia am Lykos in Phrygien. Zenon stand bereits seit den 60er Jahren v. Chr. in einem freundschaftlichen Verhältnis zu Rom. Beim Anfang 40 v. Chr. erfolgten Einfall der Parther unter der Führung des römischen Überläufers Quintus Labienus und des parthischen Königssohns Pakoros in Kleinasien verteidigten Zenon und Polemon Laodikeia erfolgreich gegen die gefürchteten Romfeinde. Im Laufe des Jahres 39 v. Chr. gelang es Publius Ventidius Bassus, die Parther wieder zu vertreiben. Da Polemon sich bei der Verteidigung Laodikeias durch Umsicht und großen Mut ausgezeichnet hatte, wurde er 39 v. Chr. vom Triumvirn Marcus Antonius, der damals den Osten des Römischen Reichs verwaltete, zum Vasallenherrscher über einen Teil Kilikiens sowie Süd-Lykaonien mit der Stadt Ikonion ernannt. Da weiterhin die Gefahr bestand, dass die Parther wieder angreifen würden, fiel Polemon wohl vor allem die Aufgabe von deren Abwehr zu.
Im Winter 37/36 v. Chr. bereitete Antonius einen Feldzug gegen das Partherreich selbst vor und nahm vorher zur Sicherung der römischen Vorherrschaft in Kleinasien und Syrien eine Verwaltungsreform vor, von der insbesondere seine Geliebte, die ägyptische Königin Kleopatra, profitierte. In Mittel- und Ost-Kleinasien richtete er drei große, von ihm abhängige Fürstentümer ein, die den Grenzschutz gegen Osten gewährleisten sollten. Dabei ernannte der Triumvir Polemon zum König von Pontos, dessen bisheriger Herrscher Dareios, ein Enkel des großen Römerfeindes Mithridates VI., in Ungnade gefallen war. Allerdings besaß der landfremde Polemon keinerlei Verbindungen zum pontischen Königshaus der Mithradatiden.
36 v. Chr. unternahm Antonius den Partherfeldzug, der ein völliger Misserfolg werden sollte. Er stieß rasch vor und belagerte Phraaspa, die Hauptstadt von Media Atropatene, dessen König Artavasdes mit dem Partherkönig Phraates IV. verbündet war. Unterdessen zog ein anderer Teil von Antonius’ Heer, das von Polemon und Oppius Statianus kommandiert wurde und die Belagerungsmaschinen mit sich führte, langsam hinterher. Parthisch-medische Streitkräfte brachten den Begleittruppen von Antonius’ Tross aber eine schwere Niederlage bei. Während Oppius fiel und der ebenfalls Artavasdes genannte Armenierkönig floh, geriet Polemon in Gefangenschaft, erhielt aber bald gegen Zahlung von Lösegeld seine Freiheit zurück. Ohne Belagerungsgerät war eine Einnahme Phraaspas nicht möglich, so dass sich Antonius unter schweren Verlusten zurückziehen musste. Die Schuld an der Katastrophe gab er dem verbündeten Armenierkönig.
Polemon hatte das Vertrauen des medischen Königs gewinnen können; und als Letzterer nach dem Sieg über die Römer mit dem verbündeten Partherkönig über die Beuteverteilung in Streit geriet, schloss er durch Vermittlung Polemons ein Bündnis mit Antonius. 34 v. Chr. ernannte der Triumvir Polemon in Anerkennung von dessen Vermittlungstätigkeit zum Herrscher des westlich des Euphrat gelegenen Kleinarmenien, das Polemon nun zusätzlich zum Königreich Pontos regierte. Offenbar war der Grenzschutz Kleinasiens nach Osten hin nun hauptsächlich die Aufgabe Polemons, so dass dieser in seinem Reich zurückblieb und nur ein Truppenkontingent schickte, als 32 v. Chr. der Endkampf zwischen Antonius und dessen Triumviratskollegen Octavian bevorstand und viele andere östliche Klientelherrscher Antonius in den Westen begleiteten.

## Karriere unter Augustus
Nachdem Antonius und Kleopatra 31 v. Chr. die entscheidende Schlacht bei Actium verloren und im nächsten Jahr Selbstmord begangen hatten, ließ der Sieger und nunmehrige Alleinherrscher Octavian, der sich bald als Kaiser Augustus nennen sollte, die meisten von Antonius in Kleinasien verfügten Anordnungen bestehen. So durfte Polemon trotz seiner Unterstützung für Antonius Pontos behalten, musste aber Kleinarmenien 30 v. Chr. an den Mederkönig Artavasdes abtreten. Wahrscheinlich erhielt er dafür das Gebiet um Zela, wo er Augustus ein Standbild erbaute. Außerdem wurde er 26 v. Chr. als Freund und Bundesgenosse Roms anerkannt.
Für die folgenden Jahre von Polemons Herrschaft liegt keine Überlieferung vor. Als Nächstes ist bekannt, dass Augustus ihn mit der Vertreibung des Usurpators Scribonius aus dem am Nordufer des Schwarzen Meeres gelegenen Bosporanischen Reich beauftragte. Allerdings wurde Scribonius noch vor dem Eingreifen Polemons ermordet. Die Volksstämme der Krim hatten durch die Tötung des Scribonius gehofft, dass Rom nun nicht weiter intervenieren werde. Doch mit Unterstützung des Augustus sollte Polemon trotzdem die Herrschaft über das Bosporanische Reich übernehmen. Diese Maßnahme stieß bei der einheimischen Bevölkerung auf Widerstand, so dass Polemon Augustus’ mächtigen Freund und Feldherrn Marcus Vipsanius Agrippa um Unterstützung ersuchte. Dieser erschien 14 v. Chr. mit einer römischen Flotte vor Sinope, woraufhin Polemon als bosporanischer Herrscher anerkannt wurde. Um auf mehr Akzeptanz zu stoßen, vermählte sich Polemon nun mit der etwa 50-jährigen bosporanischen Königin Dynamis, einer Enkelin Mithridates’ VI.
Die Ehe führte nicht zur Konsolidierung der Regierung Polemons, da Dynamis offenbar auf ihre königlichen Rechte nicht verzichten wollte und wohl bereits 13 v. Chr. zu ihr treu zur Seite stehenden Stämmen ins Landesinnere flüchtete. Hilfe erhielt sie dabei insbesondere von einem Aspourgos, der wohl ihr Sohn war. Daraufhin ehelichte Polemon Pythodoris, eine Enkelin des Marcus Antonius. Das Paar bekam drei Kinder: Der älteste Sohn unbekannten Namens fungierte als Minister seiner Mutter, als diese nach Polemons Tod Königin von Pontos wurde; der jüngere Sohn namens Zenon regierte seit 18 n. Chr. unter dem Thronnamen Artaxias III. über Großarmenien; und die Tochter Antonia Tryphaina wurde die Gemahlin des Königs Kotys VIII. von Thrakien.
Aus einigen Inschriften ist zu schließen, dass Polemon nur von den griechischen Städten der Chersones als König des Bosporanischen Reichs akzeptiert wurde. Aufstände gegen seine Herrschaft initiierte vermutlich Dynamis. Polemon unternahm Kriegszüge in das Landesinnere und verwüstete unter anderem die Stadt Tanais, die an der Mündung des Don lag. Als er versuchte, den Stamm der Aspurgianoi (vielleicht sind darunter Anhänger des Aspourgos zu verstehen) zu bezwingen, wurde er gefangen und fand den Tod. Numismatische Zeugnisse erlauben die Festlegung seines Todesjahres auf 8/7 v. Chr.